# Hippotion socotrensis
Hippotion socotrensis is een vlinder uit de familie van de pijlstaarten (Sphingidae). De wetenschappelijke naam van de soort werd in 1899 gepubliceerd door Hans Rebel.